# Psychological Review
Psychological Review – recenzowane czasopismo naukowe publikujące artykuły, które wnoszą istotny wkład teoretyczny w dziedzinę psychologii. Zostało założone w 1894 roku i jest wydawane przez Amerykańskie Towarzystwo Psychologiczne.
W 2014 roku spośród 264 nadesłanych do redakcji manuskryptów do publikacji zaakceptowano 14% z nich.
W 2014 roku periodyk był cytowany 24 097 razy, a jego impact factor za ten rok wyniósł 7,972, plasując go na:
- 5. miejscu wśród 129 czasopism w kategorii „psychologia multidysyplinarna”,
- 5. miejscu na 76 czasopism w kategorii „psychologia”.

Na polskiej liście czasopism punktowanych przez Ministerstwo Nauki i Szkolnictwa Wyższego z 2015 roku „Psychological Review” przyznano 45 punktów.
SCImago Journal Rank czasopisma za 2014 rok wyniósł 5,521, dając mu:
- 3. miejsce wśród 217 czasopism w kategorii „psychologia”,
- 3. miejsce na 132 czasopisma w kategorii „historia i filozofia nauki”.